# Montes Jiuhua

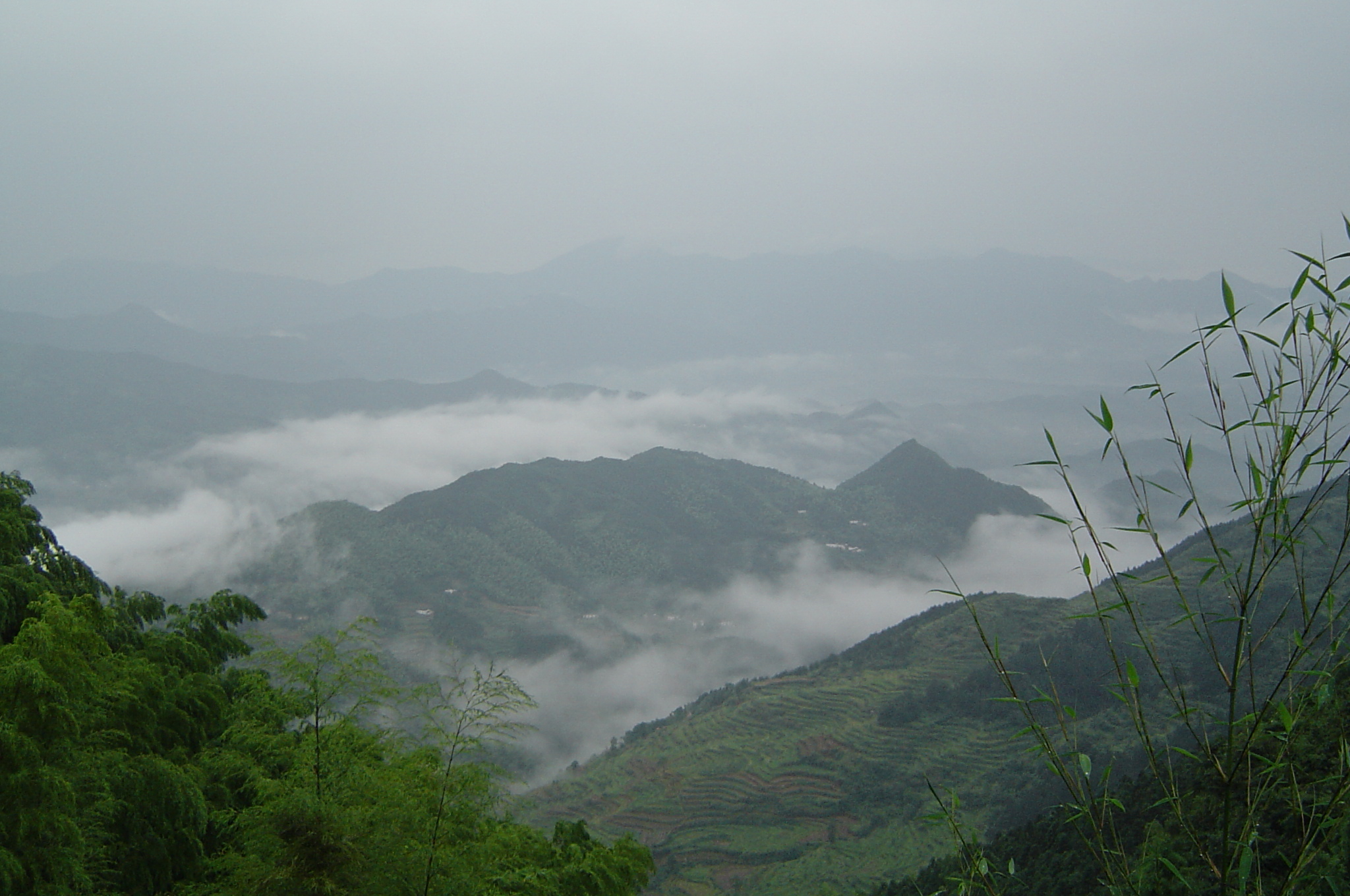
Vista desde el templo inferior del Tiantai, en Jiuhuashan.

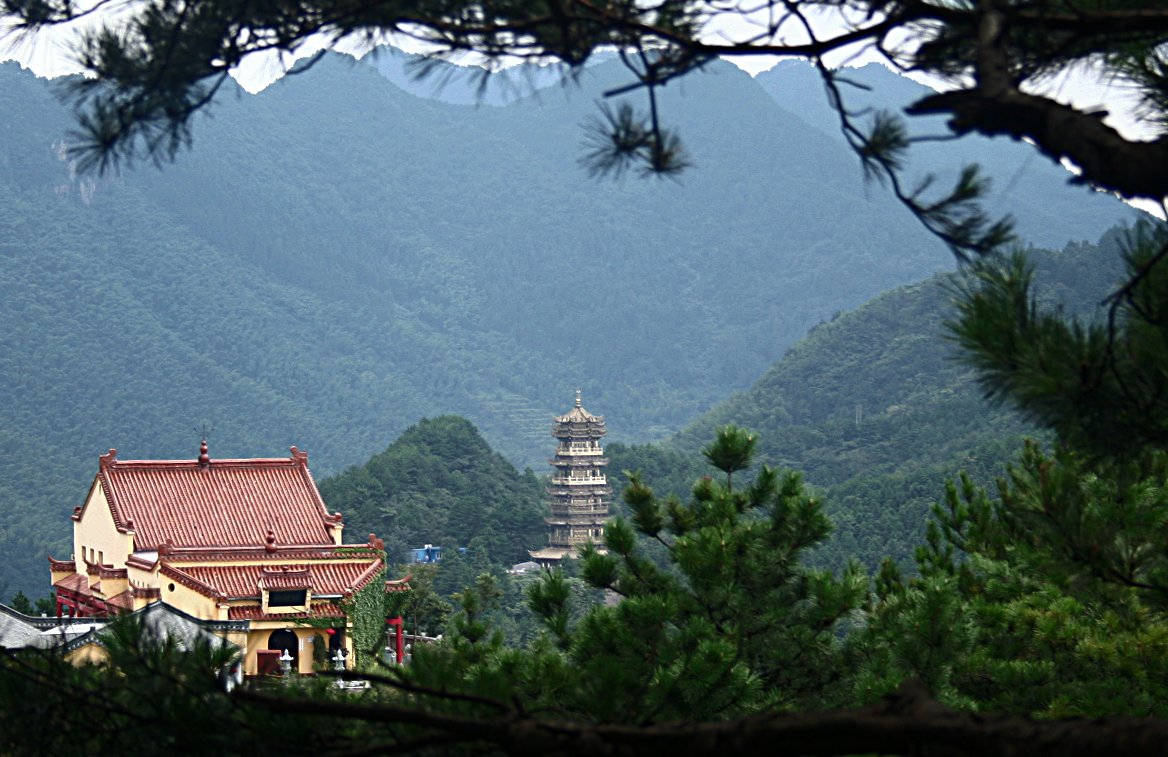
Templos en el monte Jiuhua.

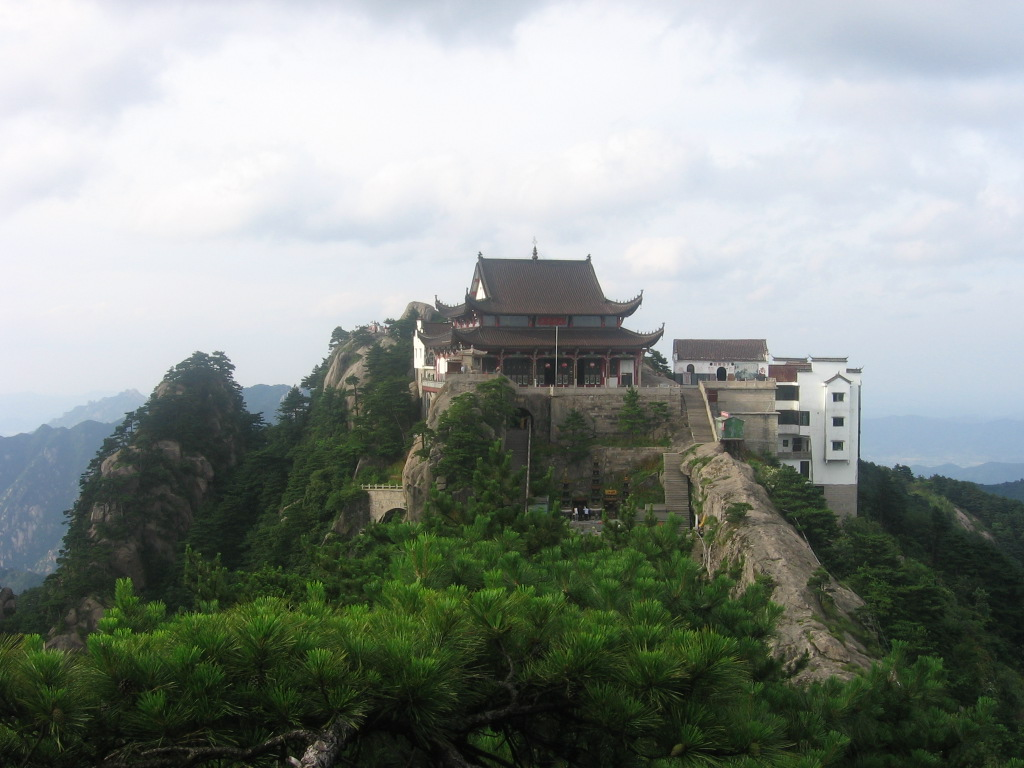
El templo Daxiong Baodian, situado sobre los picos del Tiantai

El monte Jiuhua (en chino tradicional, 九華山; en chino simplificado, 九华山; pinyin, Jǐuhuá Shān; literalmente, ‘Las Nueve Montañas Gloriosas’) es una de las cuatro montañas sagradas del budismo chino. Está situada en el condado de Qingyang, en la provincia de Anhui, y es famoso por sus paisajes y sus templos antiguos.

## Los templos
La mayoría de santuarios y templos están dedicados a Ksitigarbha (conocido en chino como Dizang, 地藏), un bodhisattva muy venerado por los budistas de la China y Japón, protector de las almas en el infierno, según la tradición budista mahayana. Los budistas de la provincia de Anhui vienen a menudo a escalar los picos del Tiantai, uno de los cuales, con sus 1306 m de altura, es el más importante de los 99 picos de Jiuhuashan. En su cima se encuentra el templo de Ksitigarbha, la culminación del mundo para los viajeros, aunque se puede llegar muy cerca de la cima en funicular. A los pies de la montaña se encuentra el templo de Guoqing, el más importante de Jiuhuashan, construido en 598, durante la dinastía Sui. Fue el lugar donde se creó la Escuela Budista del Tiantai. Con una superficie de 23.000 metros cuadrados, el templo tiene 600 habitaciones en 14 edificios rodeados de pagodas. Otros templos recomendables para el viajero son los de Baisuigong, Qiyuansi, Tianchi, Dabeilou y Sherou, entre los casi cien templos que se encuentran en la montaña.
El monte Jiuhua se encuentra en una zona de clima húmedo monzónico, en el sudeste de China, con una temperatura media de 13,4 °C y lluvias casi a diario. El verano es corto y el invierno largo, con frecuentes nieblas y un mar de nubes constante que puede disfrutarse desde la cima. La zona ha sido denominada parque nacional en 1982.